# Yan (Staat)

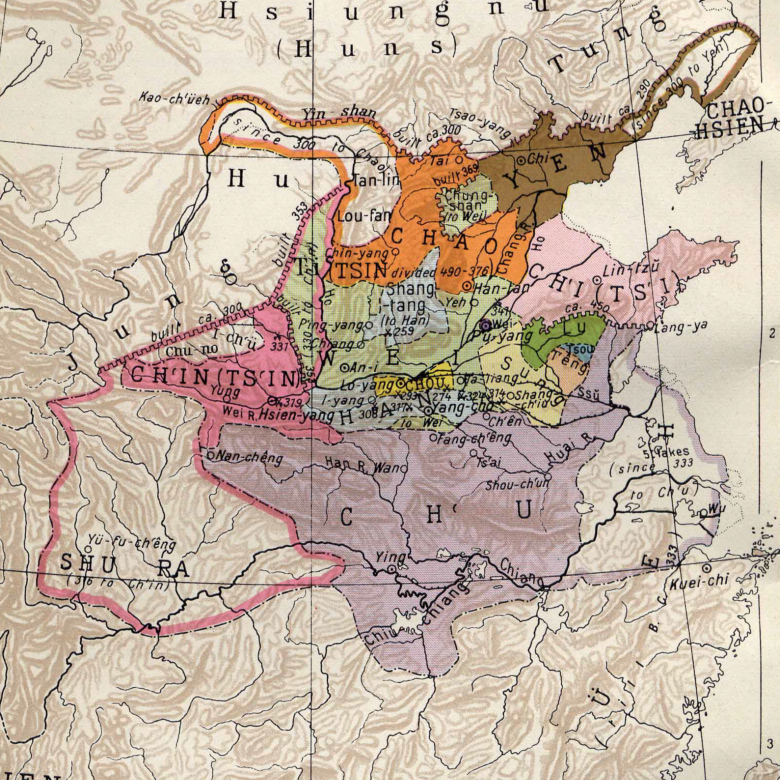
Staaten der Zeit der Streitenden Reiche (Yen = Yan)

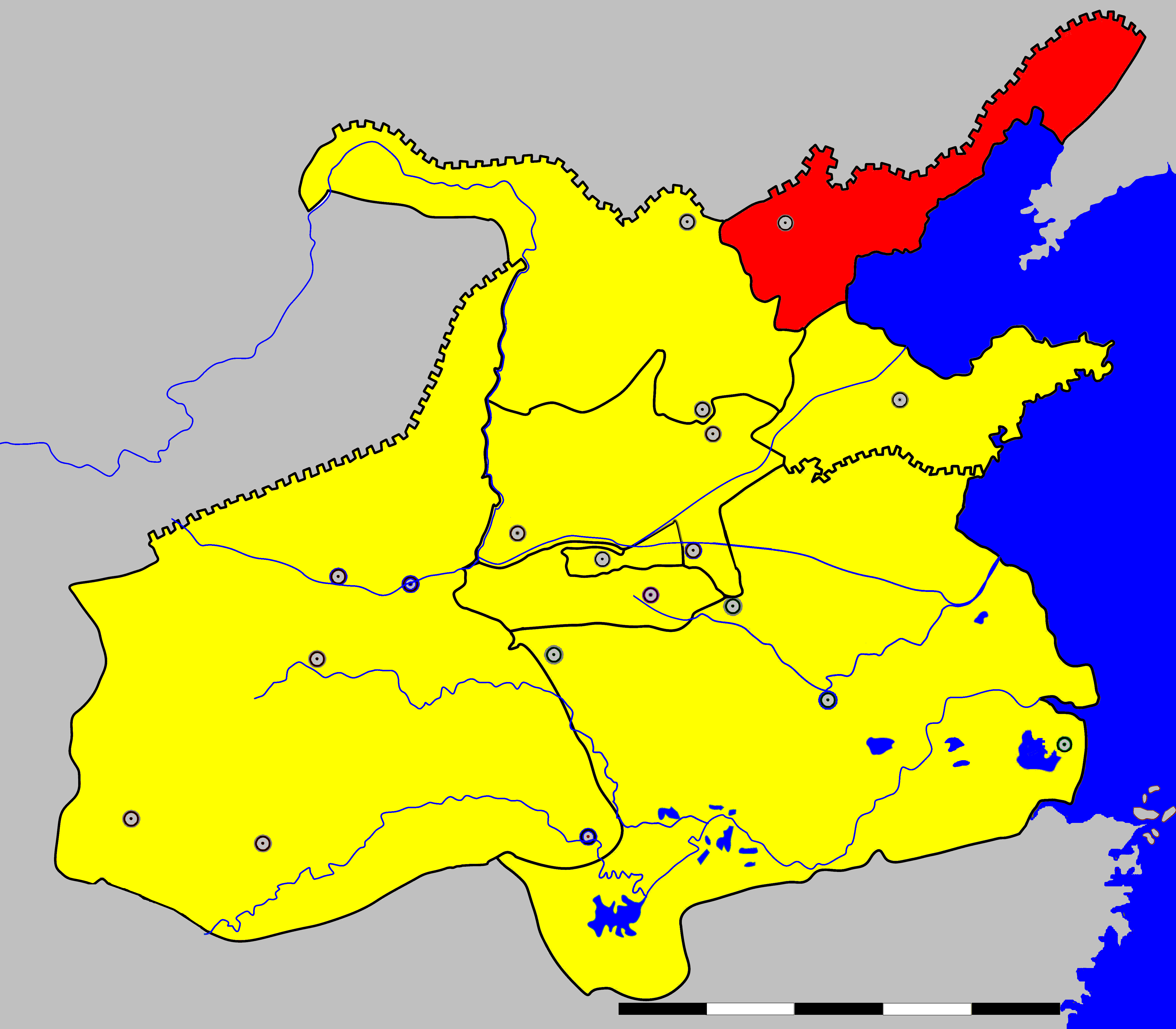
Lage um 260 v. u. Z.

Yān (chinesisch 燕) war ein chinesischer Staat während der Zeit der Zhou-Dynastie, der Zeit der Frühlings- und Herbstannalen und der Zeit der Streitenden Reiche. Seine Hauptstadt war Ji (chinesisch 薊 / 蓟, Pinyin Jì; heute Peking, auch bekannt als Yanjing, chinesisch 燕京, Pinyin Yānjīng – „Hauptstadt von Yan“).
Der Staat lag auf dem Gebiet des heutigen nördlichen Hebei und dem von Peking. Es wurde begrenzt vom Gelben Fluss im Süden (welcher damals ein etwas weiter nördlich verlaufendes Flussbett hatte) und vom Yalu im Osten. 
Aufgrund seiner Lage als am weitesten im Norden gelegener chinesischer Staat hatte er zahlreiche Invasionen seiner nördlichen Anrainer zu erleiden. Die Nachbarländer Qin und Zhao verfolgten dabei eine expansive Politik und traten als Aggressoren auf. Besonders Zhao versuchte mehrmals, teile des Gebietes von Yān zu unterwerfen. Trotz dieser ungünstigen geostrategischen Lage bewahrte Yān jedoch seine Selbstständigkeit während des größten Teiles der Zeit der Streitenden Reiche. 
Im Jahr 227 v. Chr. schickte Prinz Dan von Yan einen Attentäter namens Jing Ke (荊軻), um König Shi Huangdi von Qin zu töten, doch ohne Erfolg. Dieser in der traditionellen chinesischen Geschichtsschreibung wohlbekannte Zwischenfall ist Thema des Filmes The Emperor and the Assassin (荊軻刺秦王), der 1999 in China von Chen Kaige gedreht wurde und den Film Hero inspiriert hat (in dem der Attentäter eine fiktive Person ist). 
Die Souveränität von Yān endete 222 v. Chr., nachdem der Staat vom aufstrebenden Qin annektiert wurde als dieses sich anschickte um ganz China zu unterwerfen und in der Folge unter dem ersten Kaiser Shihuangdi die Qin-Dynastie gründete.
Wiman, der Begründer von Wiman Chosŏn, stammte aus diesem Staat, bevor er aufgrund des Ausbreitung der Qin-Dynastie später den letzten König Kija Chosŏns stürzte, sich selbst inthronisierte und somit die letzte Phase Ko Chosŏns (Wiman Chosŏn) einleitete.